# Vaunaveys-la-Rochette
Vaunaveys-la-Rochette is een gemeente in het Franse departement Drôme (regio Auvergne-Rhône-Alpes) en telt 548 inwoners (1999). De plaats maakt deel uit van het arrondissement Die.

## Geografie
De oppervlakte van Vaunaveys-la-Rochette bedraagt 22,4 km², de bevolkingsdichtheid is 24,5 inwoners per km².

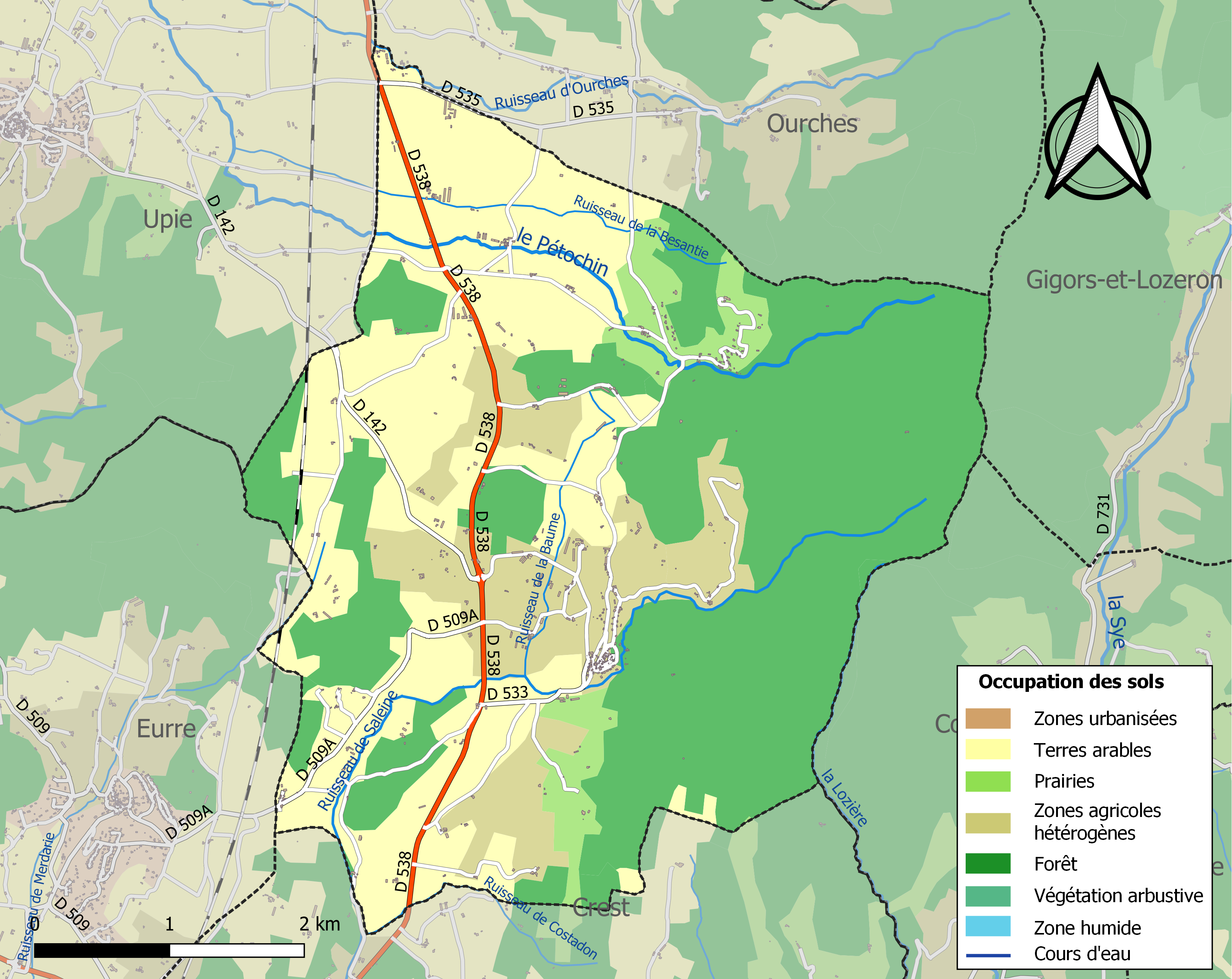
Kaart van de gemeente met belangrijkste infrastructuur, bodemgebruik en omliggende gemeenten

## Demografie
Onderstaande figuur toont het verloop van het inwonertal (bron: INSEE-tellingen).

1. ↑  Populations de référence 2022.